# محمود المصري (مسلسل)
مسلسل محمود المصري يحكي قصة شاب معدوم الإمكانيات من مال وسلطة ونفوذ ولكنه يمتلك من الطموح والذكاء ما يجعله يصر على النجاح ويبني رأسماله من الصفر فيعمل عامل في الميناء ليتحول باجتهاده إلى ملياردير صاحب شركات وأسطول بحري، كما يتعرض محمود المصري إلى صدمة وخيانة من أعدائه تفقده كل ثروته ليعود لليونان مرة أخرى بعد إعلان إفلاسه ويتخلل ذلك مواقف اجتماعية ووقوع المصري في الحب من مدام كليو في مصر وكاترينا في اليونان.

## طاقم العمل
- المؤلف: مدحت العدل
- المخرج: مجدي أبو عميرة
- مهندس الديكور: عادل المغربي
- المنتج : جمال العدل

### الشخصيات
| - محمود عبد العزيز: محمود المصري - هشام سليم: أكرم زهدي عدو محمود اللدود - سامي العدل: حسين الدهشان رجل الأعمال والمنافس الأول لمحمود المصري - سمية الخشاب: كاترينا حبيبة أخرى لمحمود وزوجة اليانوس - غادة عبد الرازق: كليو حبيبة محمود - أحمد خليل: جورج نيكولاس رجل اعمال يوناني - محمد نجاتي: يوسف ابن محمود - مي عز الدين: ياسمين بنت كليو - ميرنا المهندس: ناتاليا ابنة أندريا - حنان مطاوع: نور زوجة اكرم وزوجة أخيه طارق من بعده - كريم محمود عبد العزيز:مصطفي صديق ليوسف - محمد الشقنقيري: أحمد بن علية - نشوى مصطفى: فاطمة أخت محمود - صفاء الطوخي:علية أخت محمود - خالد محمود: خالد موظف لدي محمود باليونان - حجاج عبد العظيم: مسعد عم زين | - أشرف زكي : شوقي السمسار صديق لمحمود - فكري أباظة: بهجت حمدان مساعد أكرم - محمد فريد: أمين زوج علية - خالد الصاوي: كمال أخو محمود - عمرو عبد الجليل زين زوج فاطمة - حسام فياض: علي أخو محمود الأخر - محمد مرزبان: طارق ذهني أخو اكرم - تريز دميان: جارة أهل محمود المسيحية - ليلى نصر - مادلين طبر: نبيلة الدمنهوري طليقة محمود والدة يوسف - طارق التلمساني: عاصم الدمنهوري خال يوسف - د. سمير الملا - رؤوف مصطفى: رئيس اكرم بالعمل - صبري عبد المنعم: والد نور - أسامة عباس: أندريا صديق محمود باليونان | - حسن عبد الحميد: حسن المصري والد محمود - خالد صالح:اليانوس مدير الأمن العام باليونان - أميرة هاني: زميلة احمد بالكلية - شريف سلامة: كريم بن طارق ذهني - ريهام أيمن : أبنة الجارة المسيحية - محمود عبد الهادي: أبن الجارة المسيحية - عمرو مهدى:دومنيك باليونان - زينة: مدرسة بمدرسة أحمد - ياسر الطوبجي: أبو العربي عامل باليونان - إيمن العربي: ضابط شرطة باليونان - أحمد جمال سعيد: زميل أحمد بالكلية - سيد شكري: موظف بمحل كليو - هبة شعير: سيلينا ابنة جورج نيكولاس وحبيبة يوسف ابن محمود - أحمد سامي عبد الله: عم نصر بالإسكندرية - ليلى جمال:والدة محمود - أحمد كامل: ميشيل |

الإطفال
- رامز أمير: محمود المصري في المراهقة
- مصطفى سمير
- مروان هاني: طفل

بالإضافة إلي:
طارق ريحان - حمدي السخاوي - أمين عنتر - راضي غانم - إسماعيل فرغلي - صلاح الحسيني - محمود زكي - مها عثمان - - خالد سلامة - عبد المنعم المرصفي - رمضان محسن - سيد عثمان - ريتا الطويل - محمد شكري - ثريا إبراهيم - خالد عبد الغفار - أحمد رفعت - هشام الجمل - يوسف اباظة - يوسف العسال - محمد عبد الحليم - هشام كامل - جمال حجاج - ممدوح عدلي كاسب - أحمد شمسي - عبد الفتاح إبراهيم - سيد مصطفى - علي عبد السلام - سيد عبد الفتاح - سيد عثمان - عمرو مدحت: ديمتري- حسن الصباح - إيمان لطفي - مهدي عباس - نبيل رجومة - سميحة إبراهيم - نادية خليفة - أسماء إبراهيم- شيماء إبراهيم - مصطفى أبو العزايم - مصطفى رجب - أشرف سامي - محسن شكري - أشرف نظمي - أنور عبد المنعم - ناصر عبد الغفار - مجدي منير - محمد عمار - عبد الله الصفتي - يسري ادريس - حسين محمود - هايدي سليم - كمال السرساوي - محيي الدين عبد الحميد - شوكت عابدين - محمد عزازي - بهجت حمدان - تامر إبراهيم - جميلة عزيز - حسين الشريف- عبد الحميد المنير - مصطفى عبد الفتاح - نبيل رحومه - حمدي شرف الدين

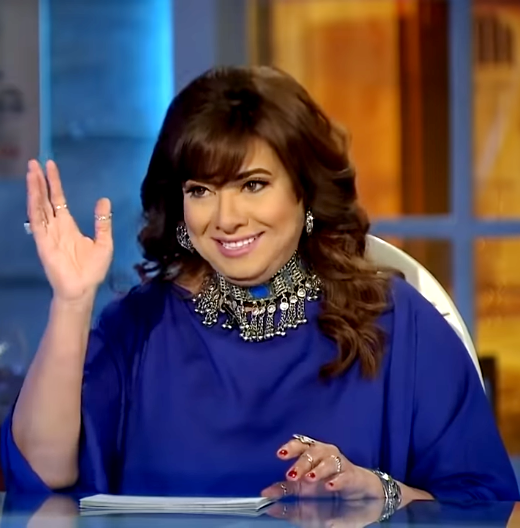
نشوى مصطفى في دور فاطمة